# Накен, Якоб
Якоб Хадсон Накен (15 февраля 1906 — 29 марта 1987) — немецкий цирковой артист, выступавший в Европе и США. За свой большой рост еще подростком начал выступления в цирке, где играл роли гигантов. Он появился на Всемирной выставке в Нью-Йорке в 1939 году. Во время Второй мировой войны Накен был самым высоким солдатом в немецкой армии с ростом 221 см. После переезда в США различные компании нанимали его как гигантского Санта-Клауса. За свой большой рост появлялся на американском телевидении и участвовал во фрик-шоу под именем «Самый высокий человек в мире».

## Биография
Родился в Дюссельдорфе, Германия. В семье все были высокого роста: родители — 188 см, сестра Жозефина — 188 см, младший на 2 года брат Вильгельм — 188 см; еще один брат младший на 8 лет — 201 см.
Накен начал выступать в немецком бродячем цирке под именами «Уран» и «Великан из Рейнланда». В 1922 году он появился в парижском парке развлечений Луна-парк. Со своим ростом 221 см Накен получил всемирную известность и был приглашен на Всемирную выставке в Нью-Йорке в 1939 году.
В начале Второй мировой войны он вернулся в Германию и был немедленно призван в немецкую армию, став самым высоким солдатом. Накена распределили в орудийный расчет с 250 солдатами, в августе 1944 года он был захвачен в плен в Кале, Франция. Захват осуществил британский капрал Боб Робертс, командующий отрядом из 7 человек. Накена с остальными солдатами в качестве военнопленных доставили в Англию, где они оставались до конца войны.
В августе 1949 года газеты объявили, что Накен собирается покинуть послевоенную Германию и возвращается в Соединенные Штаты. Сестра Накена подготовила ему с женой квартиру в Патерсоне, штат Нью-Джерси. Накен вместе с женой эмигрировали в США на корабле Atlantic, выйдя из Генуи, Италия, и прибыв в порт Нью-Йорка 6 декабря 1950 года.
В США Накен также стал зарабатывать благодаря своему росту. Он был хорошо известен в США по газетным фотографиям и кинохронике Пате. В декабре 1949 года он работал гигантским Дедом Морозом для компаний и организаций. Дети могли свободно проходить между ногами Накена, его назвали самым высоким Санта-Клаусом в мире. Накен снимался в шоу Ripley’s Believe It or Not! под именем «Самый высокий человек в мире». Он появился в нескольких телевизионных шоу как гость под именем «Germany’s Long Jake».

## Личная жизнь
10 августа 1927 года Накен женился в Брюсселе на Марии из Кематен-ан-дер-Ибсе, Австрия. Она была роста 173 см. Накен стал гражданином США 16 декабря 1955 года. Носил ботинки размера 17 (размеры США). Его называли самым высоким человеком Германии и считали самым высоким человеком в мире того времени. На голове у него были синяки от столкновения с дверными проёмами, которые не были рассчитаны на людей его роста.

## Последние годы и смерть
Последнее появление Наккена в роли «Самого высокого человека в мире» состоялось в 1959 году в Ripley’s Odditorium на Бродвее в Нью-Йорке. Он умер в Европе в возрасте 81 года.

## Галерея

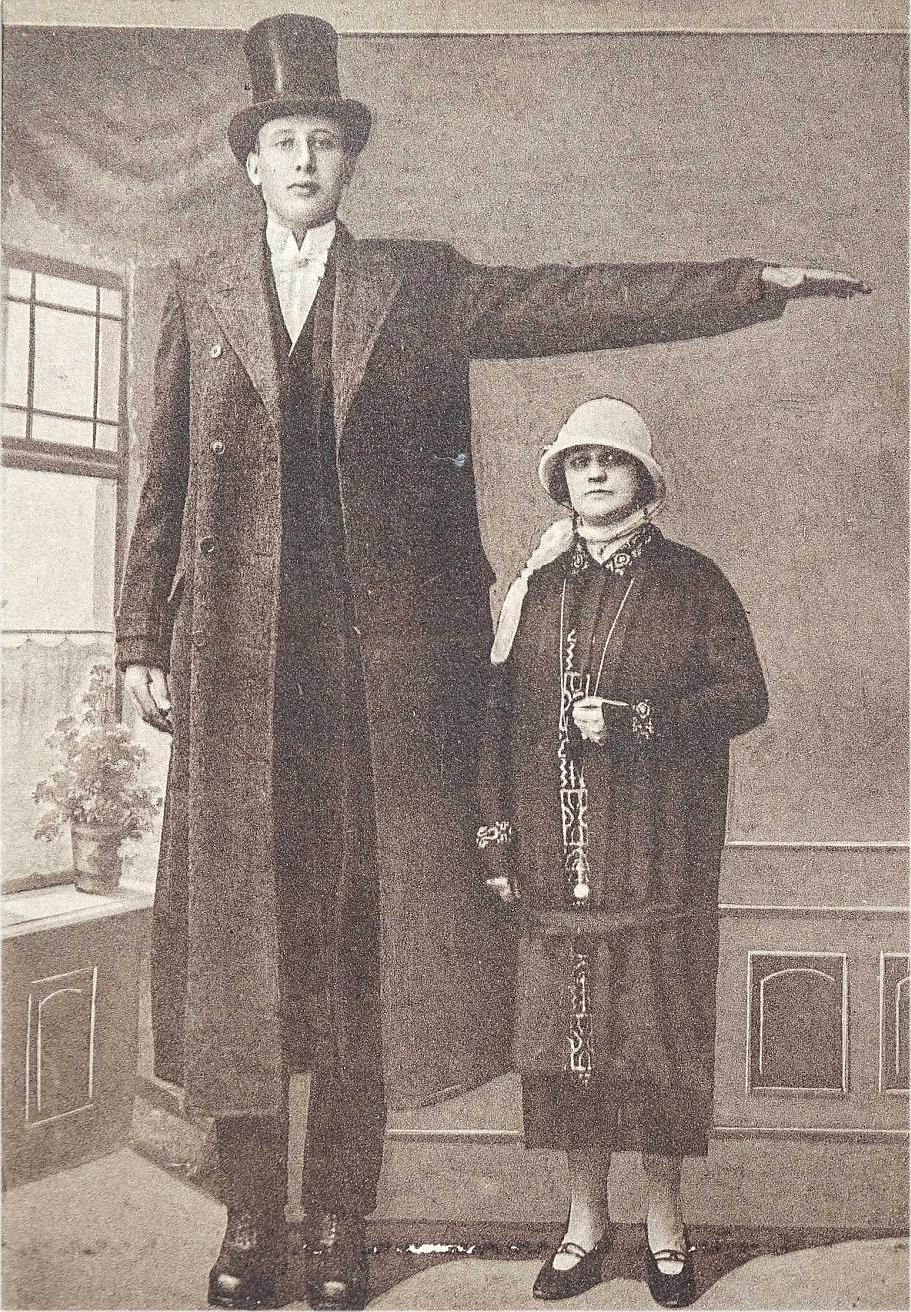
Якоб Накен в 16 лет. 1922 год
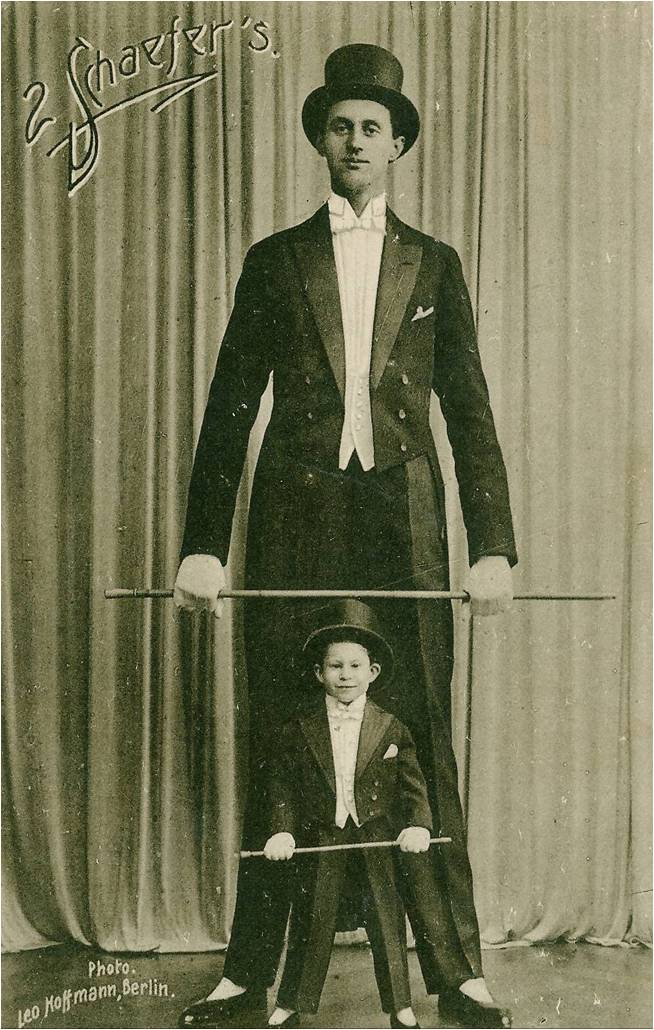
Накен в 17 лет. Выступает как цирковой акробат с помощником
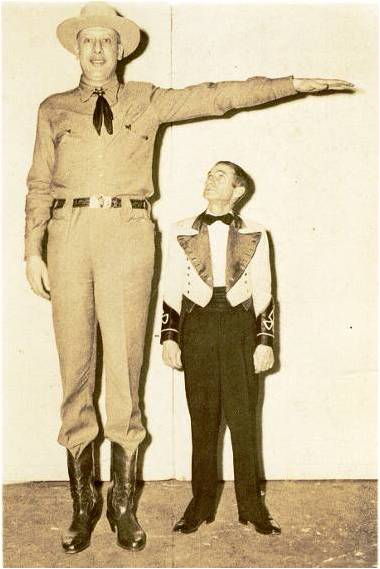
Накен в 18 лет. 1924 год
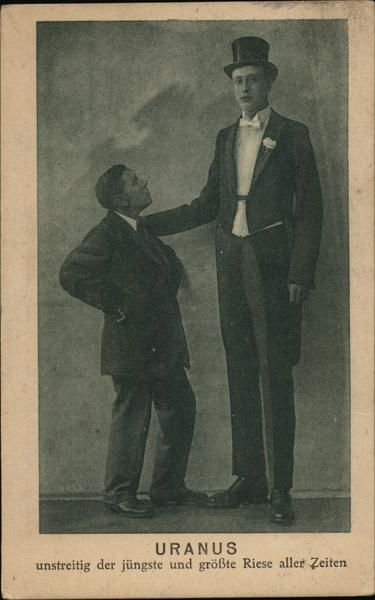
Накен в 19 лет в немецком цирке в роли "Урана"
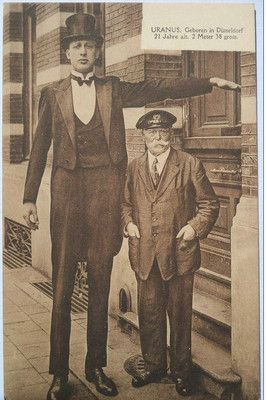
Якоб Накен, 21 год, Париж
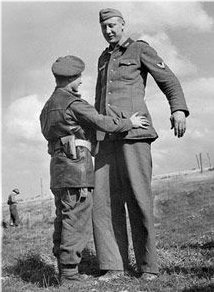
Накен, 38 лет, захвачен в плен в Кале, Франция в 1944 году